# Alban Köhler
Alban Köhler (Petsa, 1874 – Niederselters, 1947) è stato un radiologo tedesco, docente a Wiesbaden e ricercatore per quanto riguarda le malattie dell'apparato scheletrico.

## Eponimi
Da lui prendono nome:
- la prima malattia di Köhler o scafoidite podica
- la seconda malattia di Köhler
- la malattia vertebrale di Köhler.